# سيجي كاواسي
سيجي كاواسي (باليابانية: 河瀬 成二) (2 أغسطس 1976 في أوساكا في اليابان – )؛ هو لاعب كرة قدم سابق كان يلعب كمدافع.